# Achados e Perdidos (quadrinhos)
Achados e Perdidos é um romance gráfico de Eduardo Damasceno, Luís Felipe Garrocho e Bruno Ito publicado de forma independente em 2011. Foi a primeira história em quadrinhos brasileira a ser viabilizada através de financiamento coletivo (foi utilizada a plataforma Catarse). O livro conta a história de Dev, um rapaz que, determinado dia, acorda com um buraco negro em sua barriga. Ele tenta descobrir o significado disso com a ajuda de seu amigo Pip, que resolve entrar no buraco para descobrir o que existe lá dentro. Damascendo e Garrocho foram responsáveis pelo roteiro e pelos desenhos, enquanto Bruno Ito compôs uma trilha sonora original (uma música para cada um dos oito capítulos do livro) que foi lançada em um CD que acompanhava a obra. Em 2012, o livro ganhou o Troféu HQ Mix na categoria "Homenagem especial".